# Elisabeth-Krankenhaus Essen

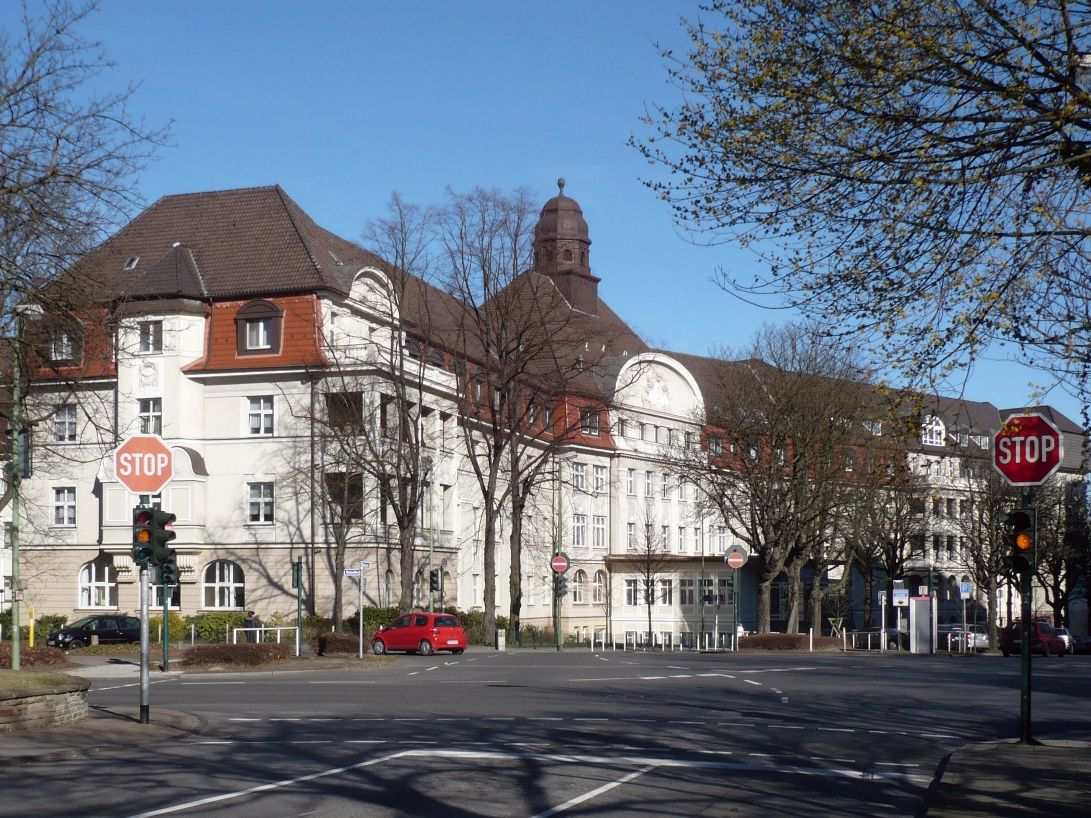
Elisabeth-Krankenhaus 2008, Eingang Moltkestraße / Sozialpädiatrisches Zentrum

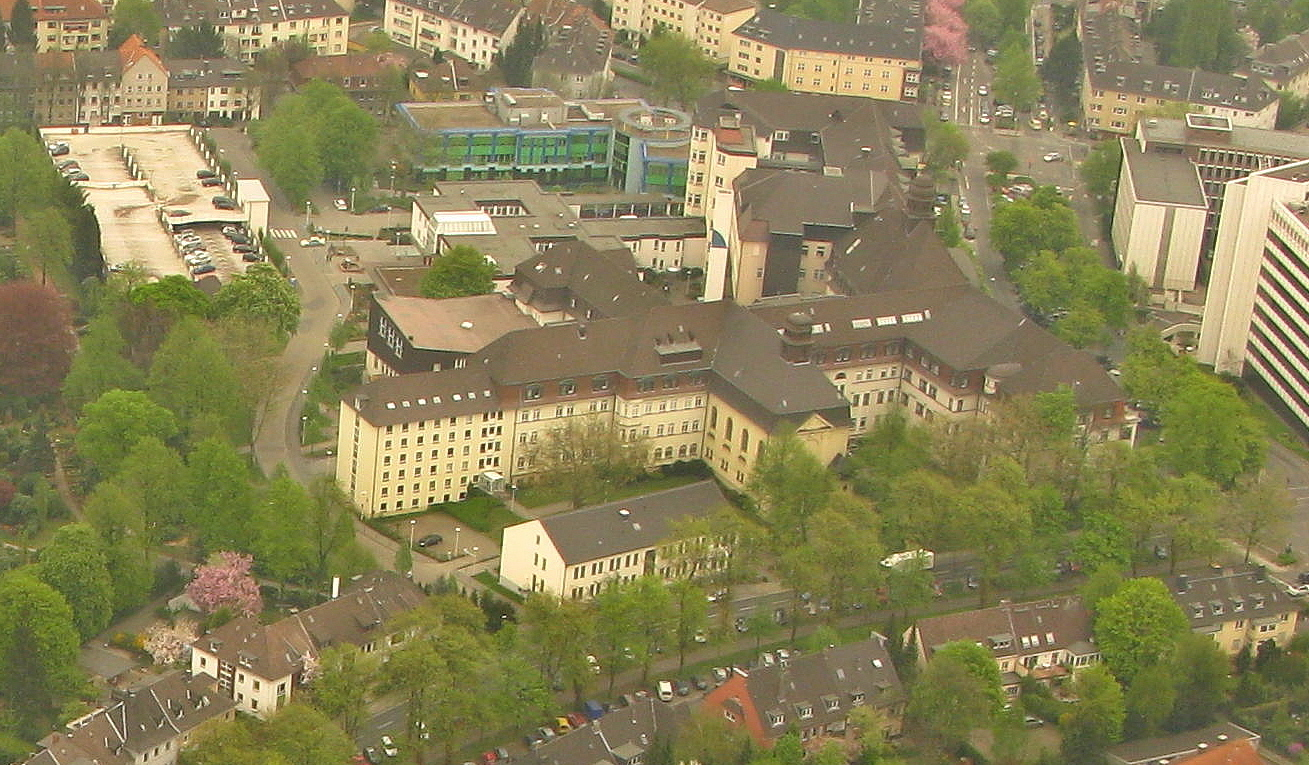
Luftbild von Nordwesten auf das Elisabeth-Krankenhaus in Essen-Huttrop (2009); Haupteingang von links; linker Bildrand: Ostfriedhof, rechts: ehemalige Zentrale von E.ON Ruhrgas; unten: Ruhrallee

Das Elisabeth-Krankenhaus Essen liegt im Essener Stadtteil Huttrop und ist das älteste Krankenhaus Essens. Es ist ein Akademisches Lehrkrankenhaus der Universität Duisburg-Essen. Träger ist die Contilia GmbH, welche zu 66 Prozent von der St.-Elisabeth-Stiftung Essen, zu 33 Prozent von der St.-Marien-Hospital-Stiftung Mülheim und zu einem Prozent vom Caritas-Trägerwerk im Bistum Essen gehalten wird.
Im Elisabeth-Krankenhaus mit seinen 613 Betten werden jährlich rund 26.000 Patienten auf fünf spezialisierten Intensivstationen, einer interdisziplinären Intermediate-Care-Station, sowie auf 22 Normalstationen stationär behandelt. Hinzu kommen etwa 36.000 Patienten, die in der interdisziplinären Zentralen Notaufnahme und den Spezialambulanzen des Hauses versorgt werden. Damit ist es nach dem Universitätsklinikum Essen das zweitgrößte Krankenhaus der Stadt.

## Geschichte
Das Elisabeth-Krankenhaus war das erste Krankenhaus der Stadt Essen. Es wurde in einer Zeit nötig, als sich die Industrialisierung Mitte des 19. Jahrhunderts in Essen in erheblichem Maße in Gang setzte. Die massenhafte Zuwanderung von Arbeitskräften für den Steinkohlenbergbau und die Stahlindustrie im Westen der Stadt brachte soziale Probleme mit sich, so dass Kirche und Stadt Essen nach Lösungen suchten. Sie baten die Beginen-Schwestern um Hilfe. Eine der Schwestern war Clara Kopp, die mit ihren anfänglich sechs Mitschwestern vom wenig später gegründeten katholischen Orden der Barmherzigen Schwestern von der hl. Elisabeth im Jahr 1841 eine Stiftung zum Bau einer Krankenanstalt gründete.
Am 23. Januar 1844 wurde der Betrieb der Heilanstalt für Kranke im Elisabethenkloster in den Räumen des ehemaligen Kapuzinerklosters Essen aufgenommen. Sie wurde mit dem Vermögen der Konvente, dem Stiftungskapital sowie Spenden aus der Essener Bürgerschaft eingerichtet. 35 Kranke konnten zunächst aufgenommen werden.
Da der Bedarf an medizinischer Versorgung rasch anstieg, wurde 1849 angebaut. Dabei richtete man erstmals auch, von anderen Räumen getrennt, ein Verbandszimmer und einen Operationssaal ein. Mit weiter steigenden Zuwanderungszahlen von Industrie-Arbeitern stieg der Bedarf an medizinischer Versorgung, insbesondere traten zunehmend Arbeitsunfälle auf.
In der Folge nahmen die Behandlungszahlen rasch zu, so dass das Krankenhaus bald zu klein wurde. Obwohl 1854 mit der Huyssens-Stiftung ein zweites konfessionelles – diesmal evangelisches – Krankenhaus in Essen den Betrieb aufnahm, wuchs der Bedarf für institutionalisierte Krankenpflege weiter. 1893 wurde für das Elisabeth-Krankenhaus ein Neubau an der Lindenstraße mit 280 Betten errichtet. Die Stadt wuchs weiter, es wurden neue Straßenzüge und Häuserblocks gebaut, und das Krankenhaus stand dieser Ausdehnung bald im Wege. Schließlich verlangte die Stadt eine Niederlegung der Aktivitäten am bisherigen Standort.

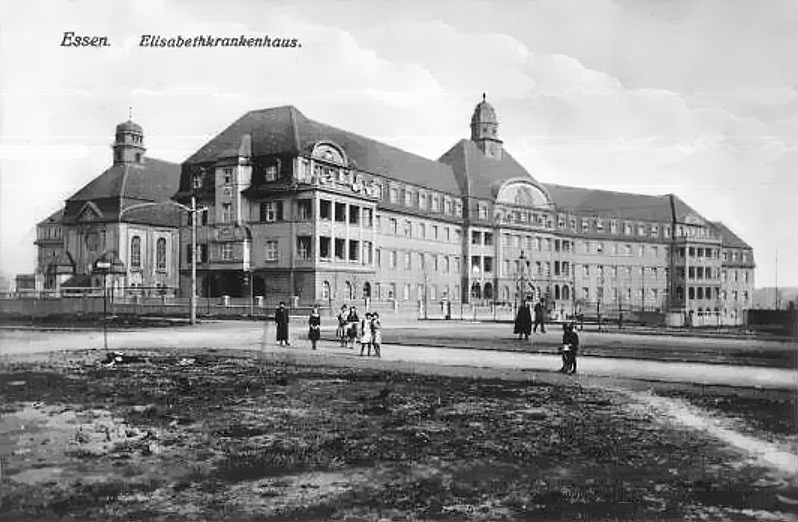
Ansicht aus dem Jahr 1919

Daraufhin verkaufte der Orden der Barmherzigen Schwestern von der heiligen Elisabeth 1909 das Krankenhausgebäude an die Stadt Essen zum Preis von 1,5 Millionen Goldmark und erwarb im gleichen Jahr zehn Morgen Land vom ehemaligen Brünglinghaushof in Huttrop. Auf einem 2,5 Hektar großen Gelände an der Moltkestraße sollte nun eine zeitgemäße Klinik im Korridorsystem mit Verbindungen zu Kloster, Kirche und Wirtschaftstrakt entstehen, woraufhin man 1910 einen Architektenwettbewerb ins Leben rief, an dem sich 57 Architekten beteiligten. Am Ende erhielten die Essener Architekten Otto Krämer und Peter Sistenich den Zuschlag. Am 6. Mai 1913 wurde der Neubau samt Kirche in Betrieb genommen. Das 500-Betten-Haus aus Backsteinmauerwerk galt als ein modernes Krankenhaus mit zunächst den beiden Fachrichtungen Chirurgie und Innere Medizin.
Gleich zu Beginn der Luftangriffe auf das Ruhrgebiet im Zweiten Weltkrieg beschädigten Bomben das Elisabeth-Krankenhaus schwer. In der Nacht des 11. März 1945 wurden dann schließlich noch der komplette Westflügel des Schwesternhauses sowie die Operationsräume im Ostflügel und die Röntgenabteilung zerstört. Mit dem Wiederaufbau ließ man sich nach dem Krieg nicht viel Zeit. Der Ausbau des Ostflügels mit Säuglings- und Kleinkinderabteilung sowie des Operationshauses hatten dabei Priorität.
2003 entstand auf der nördlichen Rückseite des Elisabeth-Krankenhauses ein Anbau, der auch den neuen Haupteingang des Krankenhauses darstellt, eine zentrale interdisziplinäre Notaufnahme mit neuer Liegendanfahrt, eine neue Kinderstation, eine neue Cafeteria sowie weitere Aufzüge sind hier untergebracht. Der alte Haupteingang, der von der Moltkestraße aus direkt ins alte Zentralgebäude führte, wurde komplett umgestaltet und führt jetzt ins Sozialpädiatrische Zentrum (SPZ). Die neue Verbindungsstraße zwischen Ruhrallee und Herwarthstraße – sie liegt vollständig auf dem Gelände des Krankenhauses – an der sich der neue Haupteingang jetzt befindet, war bis dahin namenlos. Um Schwester Klara Kopp, der Gründerin des ersten Essener Krankenhauses und ersten Oberin der „Barmherzigen Schwestern von der heiligen Elisabeth“, ein Denkmal zu setzen, benannte man im Jahr 2005 – dem 200. Geburtsjahr der Ordensfrau – die Straße auf dem Gelände nach ihr.
Ende März 2010 wurde ein neuer Anbau für zwei neue Stationen mit insgesamt 57 Betten fertiggestellt. Er wird nördlich neben der Krankenhauskirche ohne separaten Eingang von außen errichtet. Im Erdgeschoss ist die Station Margareta, die der Klinik für Innere Medizin angegliedert ist, mit 24 Betten eingezogen, und im Obergeschoss Station Ludgerus für die Klinik für Kardiologie und Angiologie mit 33 Betten.

### Krankenhauskirche

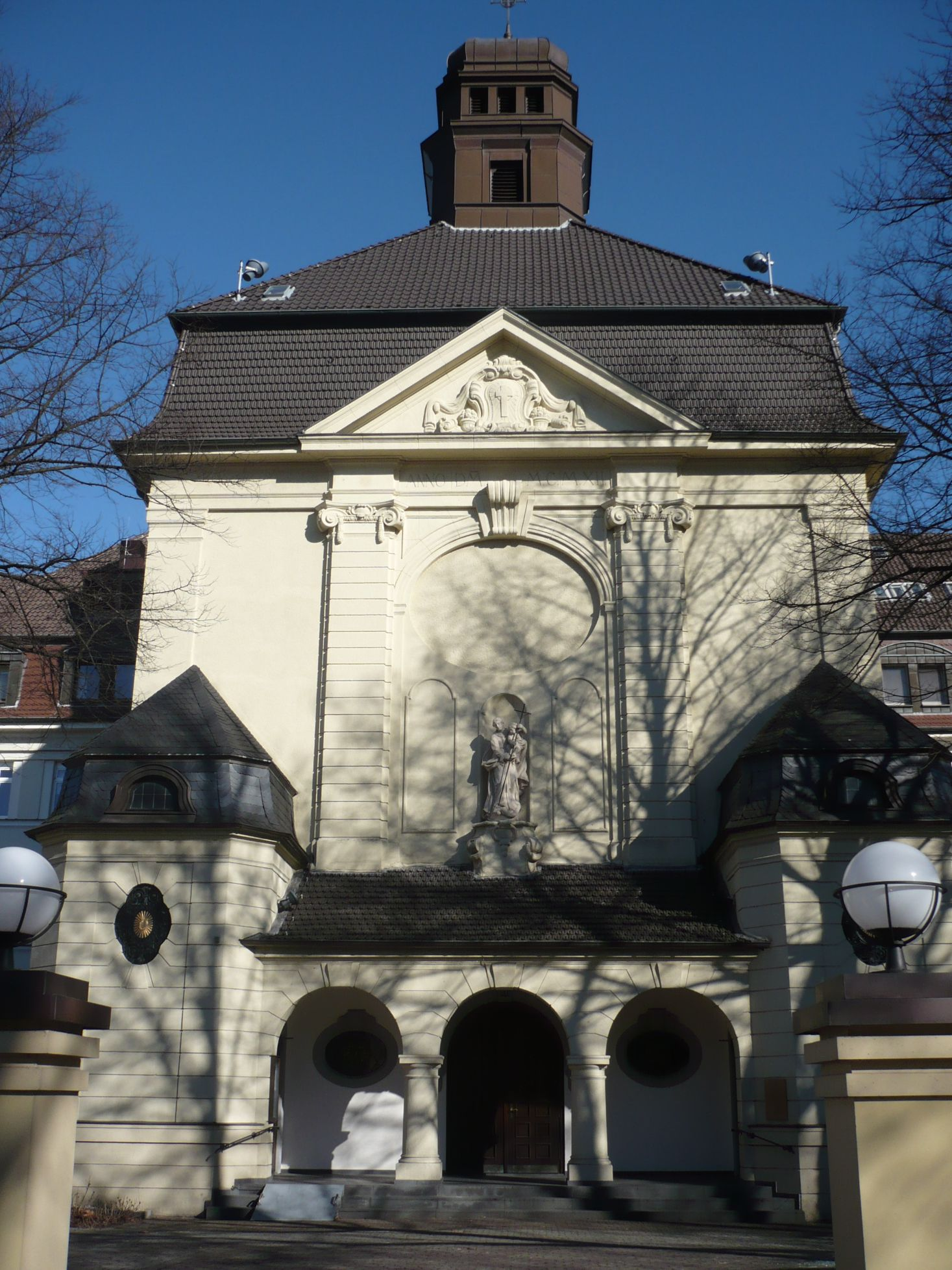
Krankenhauskirche

Mit dem Bau des Krankenhauses ging im gleichen Zeitraum die Errichtung der an der Südwestseite angrenzenden Krankenhauskirche einher, die seit 1994 unter Denkmalschutz steht. Auch hier erhielten die beiden Essener Architekten Otto Krämer und Peter Sistenich die Federführung. Sie mussten den Vorgaben eines direkten Zugangs der Besucher von der Straße, einer Nutzung zu zwei Dritteln von Laien und einem Drittel von Schwestern sowie der Übernahme der alten Barockausstattung aus der bis dahin genutzten Kapuzinerkirche entsprechen. Die Kirche wurde mit dem Krankenhaus zusammen am 6. Mai 1913 eingeweiht. Der Zugang zur Empore befindet sich im 1. Obergeschoss des Krankenhauses. Heute werden sowohl katholische als auch evangelische Gottesdienste abgehalten, die über einen hauseigenen Fernsehkanal übertragen werden.
Am 5. März 1943 und am 23. und 25. Oktober 1944 wurde die Kirche durch Luftangriffe schwer getroffen, aber unmittelbar originalgetreu wieder instand gesetzt. Zuletzt fanden umfangreiche Renovierungsarbeiten zwischen 1996 und 1999 statt.
Das rechteckige, freistehende Kirchgebäude ist im Nordosten mit der Chor-Schmalseite in den Krankenhauskörper eingebunden. Bedeckt ist sie von einem hohen Mansarddach, auf dem sich ein zweistöckiges Türmchen befindet. An der südwestlichen Straßenfront befindet sich rechts und links des dreibogigen Eingangsbereiches mit Rundsäulen je ein kleiner kapellenartiger Turm mit Mansarddach und Kleeblattfensterchen mit ihren originalen Ziergittern. Mittig über dem Eingangsportal steht in einer Nische mit Rundbogen eine originale Statue des alten Kapuzinerklosters. Sie zeigt Maria mit Jesus auf dem Arm, wie sie mit einem Kreuzstab in den Kopf einer Schlange stößt, als Zeichen der unbefleckten Empfängnis.

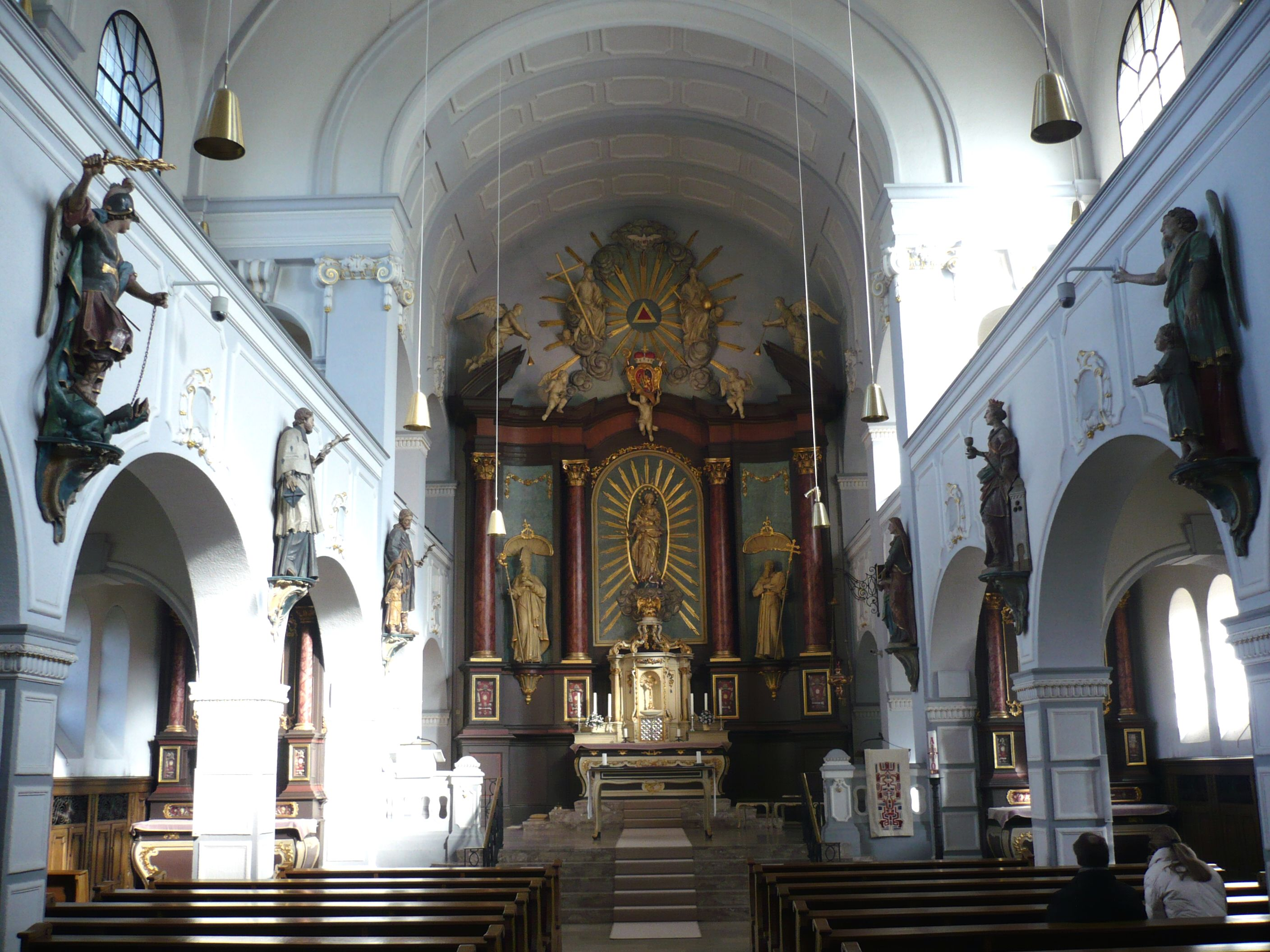
Krankenhauskirche Innenraum

Das Kircheninnere wurde in den Jahren 1910 bis 1913 architektonisch neubarock gestaltet, um all den zu dieser Zeit bereits 150 Jahre älteren Reliquien aus der zweiten Franziskaner-Klosterkirche einen angemessenen Rahmen zu geben. Der Innenraum besteht aus einem Haupt- und zwei Seitenschiffen. Diese Seitenschiffe befinden sich unter einer dreiseitig umlaufenden Empore, die auch den Eingangsbereich überdeckt. Die Breite des Mittelschiffes bestimmt die Breite des Chores, in dem sich seit der Kirchweihe 1913 der barocke Hochaltar aus der 1764 geweihten zweiten Franziskaner-Klosterkirche befindet. Er war der unbefleckten Empfangenen, der Immaculata, geweiht, welche ursprünglich im Altarbild dargestellt war, jedoch zur Konsekration 1764 durch eine Immaculata-Statue ersetzt wurde. Mitten im Stiftswappen oben am Altar ist ein Herzschild, welches das Wappen der Stifterin dieses Altars zeigt, nämlich der vorletzten Essener Fürstäbtissin Franziska Christine von Pfalz-Sulzbach (Regierungszeit 1726–1776). Zwei Seitenaltäre, auch aus dieser Zeit stammend, befinden sich im Gegensatz von damals nicht mehr seitlich des Hauptaltars, sondern unterhalb der Emporen. Ebenfalls aus der zweiten Klosterkirche aus dem 18. Jahrhundert entstammen die sechs lebensgroßen Statuen außen an den Seitenemporen, genauso wie ein Gedenkstein des Benediktiner-Abtes Hugo Protaeus aus Werden aus dem Jahr 1619.

## Heutiges Krankenhaus

### Kliniken und Kompetenzzentren

#### Kompetenzzentren
- Zentrum Frau und Kind

Frauenklinik; Klinik für Neu- und Frühgeborene, Klinik für Kinder- und Jugendmedizin; Klinik für Kinderchirurgie; Sozialpädiatrisches Zentrum
- Contilia Herz- und Gefäßzentrum
- Diabetes-Zentrum

- Zentrum für Innere Medizin & Chirurgie (ZIMC)

Klinik für Allgemein-, Viszeral- und Unfallchirurgie; Klinik für Innere Medizin, Gastroenterologie und Nephrologie; Klinisches Onkologie-Netz (in Zusammenarbeit mit dem St. Marien-Hospital Mülheim und dem Universitätsklinikum Essen)

#### Kliniken
- Klinik für Akut- und Notfallmedizin
- Klinik für Anästhesiologie, Operative Intensivmedizin und Schmerztherapie
- Klinik für Kardiologie und Angiologie
- Klinik für Allgemein-, Viszeral- und Unfallchirurgie
- Klinik für Innere Medizin und Gastroenterologie
- Klinik für Diabetologie
- Klinik für Nephrologie und Dialyse
- Frauenklinik
- Klinik für Gefäßchirurgie und Phlebologie
- Klinik für Kinderchirurgie
- Klinik für Kinder- und Jugendmedizin
- Klinik für Neu- und Frühgeborene
- Klinik für Radiologie
- Sozialpädiatrisches Zentrum

### Ausstattung
Das Elisabeth-Krankenhaus verfügt neben Geräten zur konventionellen Röntgendiagnostik über einen Computertomographen und zwei Magnetresonanztomographen. Die interdisziplinäre Zentrale Notaufnahme ist mit drei Schock- und neun weiteren Behandlungsräumen ausgestattet. Fünf Herzkatheter- bzw. Angiographielabore, sowie ein kardiologischer/herzchirurgischer Hybrid-OP stehen zur Verfügung. Das Elisabeth-Krankenhaus verfügt über einen neonatologischen, fünf chirurgische und drei gynäkologische Operationssäle, eine operative, eine kardiologische/internistische, eine geriatrische/internistische und eine neonatologische/pädiatrische Intensivstation, sowie über eine interdisziplinäre Intermediate-Care-Station. Als einziges Krankenhaus der Region verfügt das Elisabeth-Krankenhaus über eine Klinik für Kinderchirurgie, außerdem ist die pädiatrische Klinik neben der des Universitätsklinikums die einzige in Essen. Die Klinik verfügt über vier Kreißsäle und ist Perinatalzentrum LEVEL 1, mit einer Geburtenquote von fast 2000 Geburten pro Jahr ist es das geburtenstärkste Haus der Region. Das Elisabeth-Krankenhaus ist einer von sieben NEF-Standorten der Feuerwehr Essen und stellt rund um die Uhr die ärztliche Besatzung für diesen. Das Notarzteinsatzfahrzeug ist primär zuständig für die Essener Stadtteile Nordviertel, Ostviertel, Südostviertel, Südviertel, Stadtkern, Frillendorf, Huttrop und Bergerhausen.

### Klinikleitung
- Geschäftsführer: Peter Berlin
- Pflegedirektoren: Simone Sturm
- Ärztlicher Direktor: Oliver Bruder

### Ausbildung
Das Elisabeth-Krankenhaus ist seit 1978 Akademisches Lehrkrankenhaus der Universität Duisburg-Essen.
Zudem ist das Elisabeth-Krankenhaus an der Katholischen Schule für Pflegeberufe Essen (KKS) beteiligt. Im Elisabeth-Krankenhaus können die Auszubildenden der Schule den praktischen Teil ihrer Gesundheits- und Krankenpfleger-, Gesundheits- und Kinderkrankenpfleger- und Krankenpflegehelfer-Ausbildung absolvieren. Neben dem Universitätsklinikum Essen ist das Elisabeth-Krankenhaus das einzige Krankenhaus in Essen, welches die Möglichkeit der Ausbildung in der Gesundheits- und Kinderkrankenpflege bietet. Im Geriatriezentrum Haus Berge besteht für Altenpflegeschüler die Möglichkeit, einen praktischen Einsatz ihrer Ausbildung zu absolvieren.

### Contilia Herz- und Gefäßzentrum
Zum 1. Mai 2009 gründeten die Klinik für Kardiologie und Angiologie und die Klinik für Gefäßchirurgie und Phlebologie das Contilia Herz- und Gefäßzentrum. Heute besteht das Contilia Herz- und Gefäßzentrum aus der Klinik für Kardiologie und Angiologie, der Klinik für Gefäßchirurgie und Phlebologie und der Klinik für Nephrologie und Dialyse des Elisabeth-Krankenhauses Essen, der Klinik für Kardiologie und der Klinik für Nephrologie und Dialyse des St. Marien-Hospitals Mülheim an der Ruhr, dem Therapie- und Trainingszentrum Kardiologische Rehabilitation Essen, dem BodyGuard! Zentrum für Präventionsmedizin Essen, dem Kardiovaskulären Studienzentrum Essen, dem Klinischen Diabeteszentrum des Elisabeth-Krankenhauses Essen, der Praxis für Kardiologie Kochhäuser/Kolditz (Essen), der Praxis für Gefäßchirurgie Stagge (Essen) und dem Ambulanten Diabeteszentrum Bierwirth (Essen).

## Trivia
Im Jahr 2006 entstand eine zwölfteilige Fernseh-Dokumentation mit dem Titel Anfänger in Weiß.  Der WDR begleitete sechs junge Assistenzärzte über mehrere Wochen während ihres ersten bzw. zweiten Weiterbildungsjahres im Elisabeth-Krankenhaus.
In der Doku ist noch der alte südliche Hauptzugang des Elisabeth-Krankenhauses zu sehen.